# Феміністична економіка

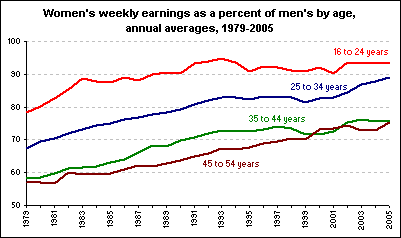
Заробіток американок як відсоток від заробітку американців за віком (з 1979 по 2005)

Феміністи́чна еконо́міка (англ. Feminist economics) — наукова галузь на стику економіки та феміністичної науки, фокусована на інклюзивному економічному дослідженні та політичному аналізі з урахуванням статі. Досліджує теми, недовивчені класичною економікою, як-от доглядова та репродуктивна праця, домашнє насильство, різниця зарплат, скляні стелі та інші форми дискримінації за статтю на ринку праці, шукає шляхи покращення економічних теорій врахуванням ґендерних ефектів і взаємодій. Також феміністські науковиці вклалися в нові форми збору та вимірювання даних, такі як ступінь гендерної довіри, та більш гендерно-орієнтовані теорії. Феміністична економіка орієнтована на підвищення добробуту дітей, жінок і чоловіків у місцевих, національних та транснаціональних громадах.
Феміністські економістки рефлексують андроцентризм соціальних конструкцій традиційної економіки, ставлячи під сумнів ступінь її об'єктивності: показуючи, як її моделі та методи, орієнтовані на чоловіків, односторонньо сприяють чоловічим припущенням та методам. Економіка традиційно орієнтована на ринки і пов'язана з чоловічими ідеями автономії, абстракції та логіки, проте науковиці закликають до повнішого вивчення економічного життя, включаючи такі «культурно-жіночі» теми, як економіка родини, вивчення важливості стосунків і емоцій у поясненні економічних явищ.
Феміністична економіка тісно пов'язана з економікою добробуту та економікою праці, оскільки вона підкреслює значимість добробуту людини і цінність самої праці, на відміну від традиційної уваги виключно до виробництва для ринку. Зелена економіка включає ідеї феміністичної економіки, їх політичні заходи спрямовані на підвищення економічної та загальної гендерної рівності.
Робота Мерилін Ворінґ Якби жінки враховувалися (If Women Counted, 1988) є засадничою для дисципліни. Серед вчених, що розвивали феміністську економіку, Естер Бозеруп, Маріанна Фербер, Жулі А. Нельсон, Мерилін Ворінґ, Ненсі Фольбре, Діана Ельсон, Барбара Берґманн та Айлза Маккей. До 1990-х феміністська економіка стала достатньо визнаною як усталена підгалузь економічної науки, щоб створити можливості для публікації книг та статей.

## Історія

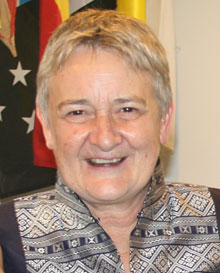
Мерилін Ворінг, авторка

Раніше[коли?] феміністичні економістки, політологині та науковиці доводили, що неоплачувана робота, традиційно покладена на жінок (вирощування дітей, догляд за хворими та людьми похилого віку, хатня робота) та професії, більшість у яких складали жінки (як-от медсестринство, нижчі посади в освіті, виховательство, сфери сервісу) систематично недооцінюються стосовно діяльностей та областей, в яких більшість складають чоловіки (male-dominated fields). Так, Джейн Джейкобс у «Етиці опіки» (Guardian ethics) на противагу «етиці торгівлі» шукала пояснення недооцінки роботи з опіки, захисту дітей, виховання та лікування, які традиційно покладалися на жінок.
У 1988 році Мерилін Ворінґ опублікувала роботу If Women Counted: A New Feminist Economics, новаторську і системну критику систем національних рахунків, міжнародного стандарту вимірювання економічного зростання, і способів, якими неоплачувана робота жінок, а також значення природи, були виключені з того, що вважається продуктивним в економіці.
Пізніші роботи стали переконливими аргументами про те, що виробництво і праця, що виконуються жінками, є основою для всіх економічних операцій, хоч і не входять у ВВП. За Бетсі Ворієр (Betsy Warrior), авторкою Housework: Slavery or a Labor of Love and The Source of Leisure Time:
«Економіка, як вона представлена сьогодні, не має жодної бази в реальності, оскільки вона виключає самі основи економічного життя. Цей фундамент побудований на жіночій роботі: спочатку її репродуктивна праця, яка створює кожного нового робітника; по-друге, жіноча праця включає в себе екологічно необхідне прибирання, приготування їжі для споживання сировини, ведення перемовин для підтримки соціальної стабільності та виховання, що готується до ринку і підтримує кожного робітника. Без цієї фундаментальної праці і товару не було б ніякої економічної діяльності, і ми б не вижили, не розвивалися.»
Ворієр також зазначає, що дохід чоловіків з незаконних дій, таких як торгівля зброєю, наркоторгівля та торгівля людьми, політичні хабарі, релігійні винагороди та інші нерозголошені акти, надають великий потік доходів чоловікам, що ще більше погіршує показники ВВП. Журналістка вважає, що лише інклюзивний економічний аналіз, заснований на фактах, надасть надійну базу для майбутнього планування для потреб довкілля та населення.
У 1970 році Естер Бозеруп опублікувала «Роль жінки в економічному розвитку» (Woman's Role in Economic Development) і надала перше систематичне дослідження негативних наслідків трансформації сільського господарства, індустріалізації та інших структурних змін для жінок. Ця робота, серед іншого, заклала основу для висновку, що «жінок та чоловіків по-різному штурмують макроекономічні явища та сили глобалізації». Більш того, в розвинених країнах були запроваджені заходи, наприклад рівність на ринку зайнятості у 1970—1990-х, які, проте, не мали успіху в усуненні різниці зарплат між статями, навіть у країнах з сильними традиціями справедливості.
Як і в інших дисциплінах, початковий акцент феміністичних економісток полягав у критиці усталених теорії, методології та політичних підходів. Критика почалася з мікроекономіки ринків домогосподарств і праці, поширилася на макроекономіку і міжнародну торгівлю, у підсумку розширившись на всі сфери традиційного економічного аналізу.

## Сфери досліджень

Індекс людського розвитку в 2016 році

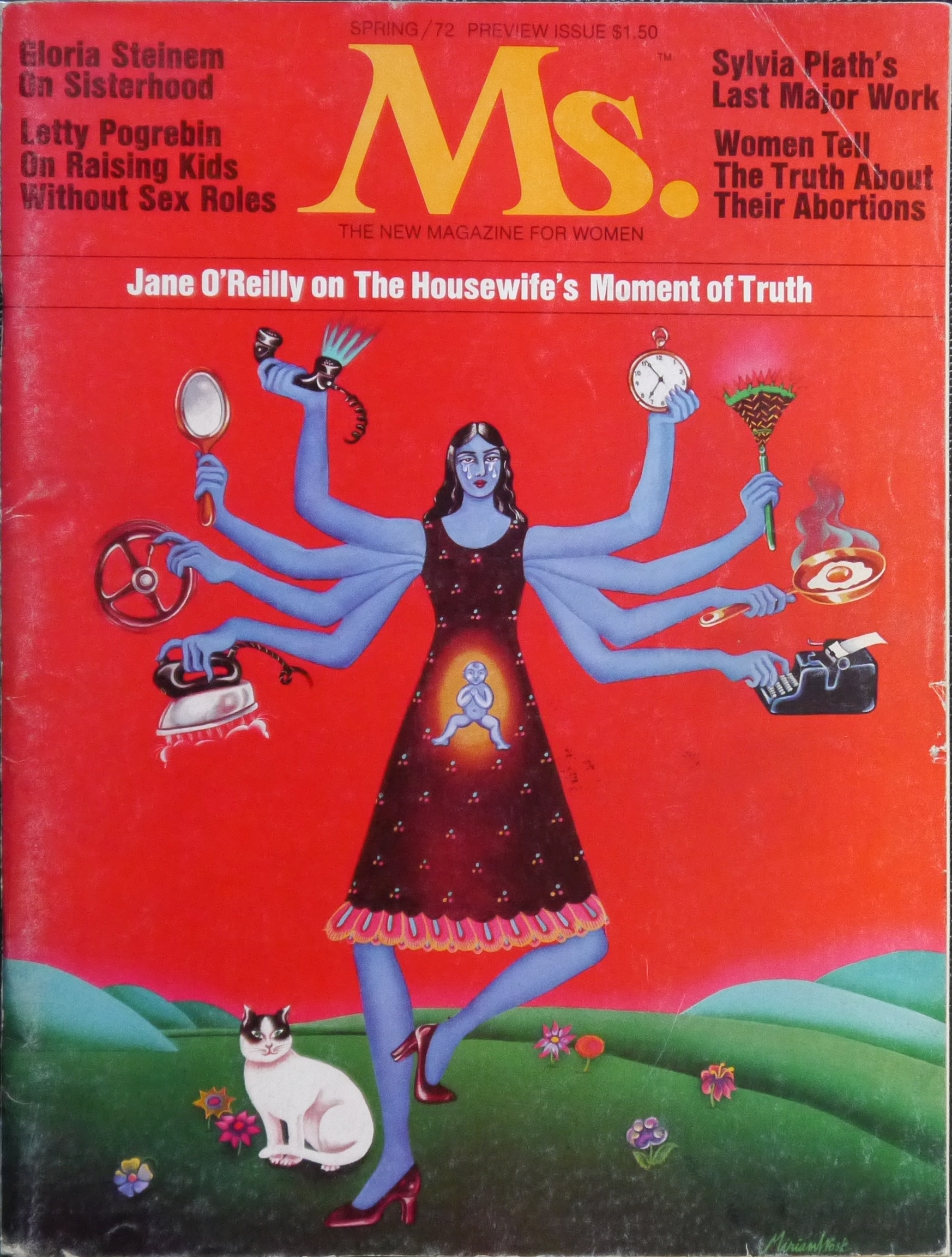
Випуск журналу Ms. з роботою на тему феміністської економіки Джейн ОРейлі, весна 1972

### Благополуччя
Багато феміністичних економісток стверджують, що економіка повинна бути менше орієнтована на механізми (наприклад, доходи) або теорії (наприклад, утилітаризм) і більше на добробут, багатовимірну концепцію, що включає доходи, здоров'я, освіту, розширення прав, можливостей і соціальний статус. Вони стверджують, що економічний успіх не може бути виміряний тільки товарами або валовим внутрішнім продуктом, але також має вимірюватися добробутом людини. Сукупний дохід не є достатнім для оцінки загального добробуту, тому що необхідно враховувати й індивідуальні права та потреби для вивчення здоров'я, довголіття, доступу до власності, освіти та пов'язаних факторів.
Щоб оцінити добробут в цілому, Амартья Сен, Сакіко Фукуда-Парр та інші феміністичні економістки допомогли розробити альтернативи ВВП, наприклад, індекс людського розвитку. Визначною також є трудова теорія вартості, яку найбільш досконало розробив Карл Маркс у Капіталі. Ця модель розглядає виробництво як соціально сконструйований людський проєкт і перевизначає заробітну плату як засіб для заробітку. Це переорієнтовує економічні моделі на людські вроджені бажання і потреби, на відміну від монетарних стимулів.

### Господарські торги
Центральним для феміністської економіки є новий підхід до «сім'ї» і «домогосподарства». Моделі класичної економіки описують ці одиниці як однорідні. Ці моделі, на думку феміністських економісток, «схвалили традиційні очікування щодо статей». Феміністські економістки модифікують ці припущення для обліку експлуататорських сексуальних і ґендерних відносин, неповних сімей, одностатевих стосунків, сімейних відносин з дітьми та без дітей тощо. Зокрема, фемекономістки виходять за рамки унітарних побутових моделей, щоб показати розмаїття досвіду домогосподарств.
Так, Біна Агарвал та інші критикували основну модель і допомагали кращому розумінню внутрішньогосподарських (щодо дому) відносин. Вона показує, що відсутність влади та зовнішньогосподарських можливостей для жінок перешкоджають їхній здатності спілкуватись у межах своїх родин. А Амартія Сен показує, як соціальні норми, які девальвують неоплачувану працю жінок у домогосподарстві, часто ставлять у невигідне становище жінок у внутрішньогосподарських переговорах.

### Неоплачувана робота
Неоплачувана робота може включати хатню роботу, доглядову працю (за дітьми, хворими та старими), добову роботу, неоплачувану ринкову працю та добровільну (волонтерську) роботу. Немає чіткого консенсусу щодо визначення цих категорій, але, в цілому, ці види робіт можна розглядати як внесок у відтворення суспільства.
Хатня робота (англ. domestic work) — це робота з утримання будинку в належному стані, і, як правило, покладається на жінок (прання, прибирання, кулінарія, закупи, ремонт одягу, сплата комунальних рахунків). Догляд за родичами або друзями, яким потрібна підтримка через вік, фізичну або навчальну нездатність, хворобу, включаючи психічні розлади, а також виховання дітей. Хоча деякі з форм неоплачуваної роботи і «класифікуються як виробнича діяльність», вони погано вимірюються більшістю досліджень і фактично не оцінюються.

### Глобалізація
Вивчення впливу глобалізації на жінок, а зокрема того, як вона стосується соціально-справедливих результатів досліджень. Наприклад, Лордез Бенерія стверджує, що економічний розвиток Глобального Півдня значною мірою залежить від покращених репродуктивних прав, ґендерних законів про власність та спадщину, а також політики, чутливої до частки жінок у неформальній економіці. Жінки часто використовують заробітну плату для створення жіночих центрів, спрямованих на надання юридичних та медичних послуг постраждалим від насильства проти жінок, створення бібліотек та надання кооперативного житла людям з місцевих громад. Такі зусилля дають жінкам шанс взяти під контроль економічні умови, підвищити відчуття індивідуалізму, змінити темп і напрямок самої глобалізації.
Також феміністичні економістки працюють над усуненням ґендерних стереотипів у теоретичних основах самої глобалізації. Сюзана Берженон, наприклад, зосереджується на типових теоріях глобалізації, таких як швидке інтегрування світу в один економічний простір через потік товарів, капіталу і грошей, щоб показати, як вони не враховують деяких страт жінок і неблагополучних людей. За Берженон, традиційне розуміння глобалізації надмірно підкреслює силу глобальних потоків капіталу, рівномірність досвіду глобалізації в усіх групах населення, а також технічні та теоретичні економічні процеси, і тому зображує політичну економію глобалізації не точно. Науковиця підкреслює альтернативні погляди на глобалізацію, створені феміністками. По-перше, вона описує, як феміністки спростовують ідею ринку як «природної і непереборної сили», замість того, щоб подати процес глобалізації як зміну та рух окремих економічних суб'єктів. Також пояснює, що концепція глобалізації сама є ґендерною упередженістю, оскільки її зображення як «домінантне, уніфіковане і навмисне» за своєю суттю є уподібненням концепції маскулінності і вводить в оману.

## Методологія

### Індекс людського розвитку(ІЛР)
Феміністичні економістки часто підтримують використання Індексу людського розвитку як складову статистики для оцінки країн за їх загальним рівнем людського розвитку, на відміну від інших заходів. ІЛР враховує широкий спектр заходів, не лише майнові показники, а й тривалість життя, грамотність, освіту та рівень життя для всіх країн світу.

### Ґендерний індекс розвитку (GDI)
Ґендерний індекс розвитку був запроваджений у 1995 році у «Звіті про розвиток людини» Програми розвитку ООН з метою додати ґендерно-чутливий вимір до індексу людського розвитку. Індекс враховує не тільки середній або загальний рівень добробуту і багатства в межах даної країни, а й те, як це багатство і добробут розподіляються між різними групами в суспільстві, особливо між чоловіками та жінками.

### Соціальні інститути та ґендерний індекс (SIGI)
Соціальні інститути та ґендерний індекс є нещодавно розробленою мірою ґендерної нерівності, розрахованою на основі аналізу соціальних інститутів, суспільних практик і правових норм, а також того, як ці фактори формують ґендерні норми в суспільстві. Об'єднуючи ці джерела нерівності, індекс здатний виявити високий показник нерівності в кожному із застосовних вимірів, даючи можливість урівноважити їх. Його рейтинг значною мірою відображає рейтинги ІЛР, причому такі країни, як Португалія та Аргентина, очолюють рейтинг, тоді як, наприклад, Афганістан та Судан значно відстають.

## Організації

### Міжнародна асоціація феміністської економіки
Створена в 1992 році, Міжнародна асоціація феміністської економіки (англ. International Association for Feminist Economics (IAFFE)) є незалежною від Американської економічної асоціації (AEA) і прагне кинути виклик андроцентризму в неокласичній економіці. Хоча більшість членкинь є економістками, асоціація відкрита не тільки для економісток і економістів, але й для вчених з інших галузей, а також для активісток(-ів) поза наукою, і наразі налічує понад 600 осіб у 64 країнах. Незважаючи на заснування у США, більшість учасниць(-ків) перебувають за межами США. У 1997 році отримала статус неурядової організації в ООН.

### Журнал «Феміністична економіка»
Рецензований журнал «Феміністична економіка» (англ. Feminist Economics) під редакцією Діани Шрассманн з Університету Райс і Гюнселі Берік з Університету Юти створений для забезпечення відкритого доступу для діалогу та дебатів про феміністично-економічні перспективи. Журнал підтримує нормативний порядок сприяння політиці, яка покращить життя людей у світі: як жінок, так і чоловіків. У 1997 році журнал отримав нагороду Ради редакторів і наукових журналів (англ. The Council of Editors of Learned Journals) як найкращий новий журнал. Індекс соціальних наукових досліджень (англ. Social Sciences Citation Index) за 2007 рік класифікував журнал «Феміністична економіка» двадцятим серед 175 економічних журналів і другим з 27 журналів про дослідження.